# Virginia Beach Open 1977
Il Virginia Beach Open 1977 è stato un torneo di tennis giocato su terra verde. È stata la 1ª edizione del torneo, che fa parte del Colgate-Palmolive Grand Prix 1977. Si è giocato a Virginia Beach negli Stati Uniti dal 19 al 25 aprile 1977.

## Partecipanti

### Teste di serie
| Nazionalità | Giocatore        | Ranking | Testa di serie |
| ----------- | ---------------- | ------- | -------------- |
| Stati Uniti | Vitas Gerulaitis | 18      | 1              |
| Stati Uniti | Robert Lutz      | 20      | 2              |
| Romania     | Ilie Năstase     | 3       | 3              |
| Argentina   | Guillermo Vilas  | 6       | 4              |
| Australia   | Ray Ruffels      | 27      |                |
| Stati Uniti | Cliff Richey     | 28      |                |
| Ungheria    | Balázs Taróczy   | 31      |                |
| Sudafrica   | Raymond Moore    | 39      |                |

## Campioni

### Singolare maschile
Guillermo Vilas ha battuto in finale  Ilie Năstase con il punteggio di 6–2 4–6 6–2

### Doppio maschile
Patrice Dominguez /  Ray Ruffels hanno battuto in finale  Francisco González /  John McEnroe con il punteggio di 6–4 6–3